# مانويل خوسيه سييرا
مانويل خوسيه سييرا (بالإسبانية: José Manuel Sierra) مواليد 21 مايو 1978 في موغير، هو لاعب كرة يد إسباني يلعب كحارس مرمى. مثل منتخب إسبانيا لكرة اليد. حقق المركز الأول في بطولة العالم لكرة اليد للرجال 2013.

## المسيرة الاحترافية
لعب مع نادي برشلونة لكرة اليد في الدوري الإسباني من سنة 1996 إلى 2000، ثم انضم إلى نادي بلد الوليد لكرة اليد من سنة 2000 إلى 2003، ثم لعب مع نادي ثيوداد ريال لكرة اليد في الدوري الإسباني في موسم 2003–2004، ثم انضم إلى نادي بلد الوليد لكرة اليد من سنة 2004 إلى 2012، ثم لعب مع نادي باريس سان جيرمان لكرة اليد في الدوري الفرنسي من سنة 2012 إلى 2014.

## سجل المنافسة
شارك في البطولات التالية:
- بطولة العالم لكرة اليد للرجال 2013
- بطولة العالم لكرة اليد للرجال 2015
- بطولة أوروبا لكرة اليد للرجال 2012
- بطولة أوروبا لكرة اليد للرجال 2014

## الميداليات
| الميدالية | المسابقة                           |
| --------- | ---------------------------------- |
| ذهبية     | بطولة العالم لكرة اليد للرجال 2013 |
| برونزية   | بطولة أوروبا لكرة اليد للرجال 2014 |
| ذهبية     | ألعاب البحر الأبيض المتوسط 2005    |

## روابط خارجية
- مانويل خوسيه سييرا على موقع الاتحاد الأوروبي لكرة اليد (الإنجليزية)
- مانويل خوسيه سييرا على موقع الاتحاد الفرنسي لكرة اليد (الفرنسية)